# 林鈍
林鈍（14世紀—15世紀），字叔魯，福建福州府閩縣人，明朝政治人物。

## 生平
永樂二十一年（1423年）癸卯科福建鄉試舉人，二十二年（1424年）甲辰科會試中副榜，授常山訓導。常山人材貧乏，他嚴謹教學，經常督導士子，在他任內有八人登舉人第，調任興國教諭也成就不少學生，每早聚集諸生在講堂講學，到晚上才結束；又曾分考湖廣、江西鄉試，在湖廣時有士子賄賂他求中舉，他立刻報告上級治對方罪，不久在任內去世，興國人哀傷地立祠祭祀他，以兒子林清源顯貴恩贈工部主事，有著作《說鈴餘響》等集藏於家。
林鈍有三子均成進士，分別是天順四年進士林清源、成化八年進士林泮和成化八年進士林浚淵。

## 引用
1. 1 2  乾隆《福州府志·卷四十九·人物一》：林鈍，字叔魯，閩縣人，永樂中領鄉薦，會試乙榜，授常山訓導，常山科第久乏，鈍嚴立教條，常勤訓督，終其任登賢書者凡八人，遷寧國【興國】教諭，亦多所造就，嘗典湖廣、江西省試。其在湖廣時，有士子饋之金，求預薦書者，鈍白於有司，正其罪。及卒，長山、興國二縣志皆紀其賢。三子：曰清源［天順四年進士］、曰泮［成化八年進士］、曰浚淵［成化八年進士］，俱登進士第。遂以清源，恩贈工部主事。所著有《說鈴餘響》等集，藏於家。 《明人物考》
2. ↑  四庫全書《福建通志·卷三十七·選舉五》：永樂二十一年 癸卯 汪凱榜……林鈍 儒士中式，見子泮傳
3. ↑  同治《興國縣志·卷二十一·名宦志》：林鈍，字叔魯，福建閩縣人，正統間由鄉舉任興國教諭，有學行，晨聚諸生於講堂，相與闡明正學，或至夜分乃罷，邑士《禮經》有傳自鈍始，疾卒，門人悲慕祠之。 蔡志